# Augusto Chigi, II principe di Farnese
Augusto Chigi, II principe di Farnese (Roma, 20 ottobre 1662 – Roma, 9 novembre 1744), è stato un principe italiano.

## Biografia
Augusto Chigi nacque a Roma nel 1662, figlio di Agostino Chigi, I principe di Farnese e della nobildonna Maria Virginia Borghese. Per parte di suo padre era pronipote di papa Alessandro VII, mentre sua madre era pronipote di papa Paolo V.
Alla morte del padre nel 1705, assunse il titolo di principe Farnese e quello di principe di Campagnano che venne riconosciuto anche dall'imperatore Leopoldo I col titolo di principe del Sacro Romano Impero. Dal 1712 papa Clemente XI concesse ad Augusto ed ai suoi discendenti primogeniti maschi l'assegnazione in perpetuo dell'incarico di Maresciallo di Santa Romana Chiesa (o Maresciallo del conclave), rimasta vacante per la morte di Giulio Savelli, principe di Albano, e per l'estinzione della sua casata. Tale incarico verrà tenuto ininterrottamente dalla famiglia Chigi sino alla riforma della curia romana voluta da papa Paolo VI nel 1966 che eliminò questo titolo ed incarico. Divenuto maresciallo del conclave, Augusto si prodigò subito per un'attenta opera di ricerca e raccolta dei documenti di chi aveva ricoperto tale incarico dalle origini nel 1644 sino ai suoi giorni.
Dopo le pesanti spese sostenute personalmente nello svolgimento delle sue funzioni in occasione del conclave del 1721, fu proprio Augusto Chigi ad indirizzare al nuovo pontefice eletto Benedetto XIII la proposta di riformare i compiti della sua posizione, non solo ottenendo un assegno mensile per tutta la durata del suo ufficio (trasformando quindi l'incarico da "occasionale" a "fisso" nella corte pontificia) ma chiese ed ottenne anche di poter riformare le cosiddette "guardie del conclave": queste erano un reggimento "levato" in occasione di ogni conclave per mantenere l'ordine pubblico in Roma e negli ambienti del conclave stesso. Il Chigi propose di ricorrere ad ogni occasione ad una compagnia scelta fra le truppe regolarmente di stanza a Roma, di modo da poter evitare le onerose spese della levata di un reggimento ogni volta. Chiese ed ottenne infine anche l'abolizione della giurisdizione speciale che il maresciallo del conclave aveva sulle sue truppe di guardia, giacché queste erano già sottoposte alla giurisdizione militare.
Il Chigi esercitò le funzioni proprie della sua carica in altre due occasioni (1730 e 1740), nell'ultima delle quali chiese al collegio cardinalizio di poter essere affiancato dal figlio Agostino, stante la sua età avanzata (aveva all'epoca settantotto anni).
Nella propria residenza romana radunò una copiosa biblioteca di libri antichi e preziosi, la quale venne sapientemente diretta dall'abate Pucci, noto bibliotecario dell'epoca.
Morì a Roma nel 1744 e venne sepolto nella cappella di famiglia nella chiesa di Santa Maria del Popolo in città.

## Matrimonio e figli

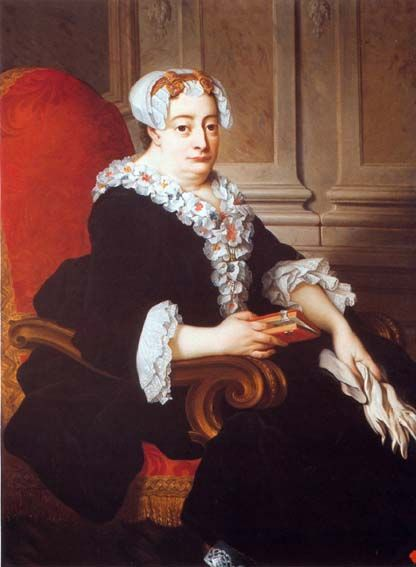
Maria Eleonora Rospigliosi

Agostino sposò il 14 febbraio 1707 Maria Eleonora Rospigliosi (5 settembre 1682 - 5 dicembre 1734), figlia di Giovanni Battista Rospigliosi, I principe Rospigliosi, e di sua moglie, la principessa Maria Camilla Pallavicini. La coppia ebbe quattro figli:
- Laura Chigi Albani della Rovere (20 ottobre 1708 - 8 ottobre 1792), sposò nel 1726 il principe Gaetano I Boncompagni Ludovisi, principe di Piombino e duca di Sora
- Agostino Chigi della Rovere, III principe di Farnese (1710 - 1769), sposò in prime nozze nel 1730 Anna Ruspoli e in seconde nozze nel 1735 Giulia Augusta Albani
- Flavio Chigi (1711 - 1771), cardinale
- Alessandro (20 ottobre 1712 - 28 dicembre 1728)

## Albero genealogico
|                                          |                                                |                                             | Genitori                                          |  |  | Nonni |  |  | Bisnonni     |  |  | Trisnonni   |  |
|                                          |                                                |                                             |                                                   |  |  |       |  |  | Flavio Chigi |  |  | Mario Chigi |  |
|                                          |                                                |                                             |                                                   |  |  |       |  |  | Flavio Chigi |  |  | Mario Chigi |  |
|                                          |                                                | Agnese Bulgarini                            |                                                   |  |  |       |  |  | Flavio Chigi |  |  |             |  |
| Augusto Chigi                            |                                                |                                             |                                                   |  |  |       |  |  | Flavio Chigi |  |  |             |  |
|                                          |                                                | Laura Marsili                               | Alessandro Marsili                                |  |  |       |  |  |              |  |  |             |  |
|                                          |                                                | Laura Marsili                               | Alessandro Marsili                                |  |  |       |  |  |              |  |  |             |  |
|                                          |                                                | Laura Marsili                               | Ersilia Passionei                                 |  |  |       |  |  |              |  |  |             |  |
| Agostino Chigi, I principe di Campagnano |                                                | Laura Marsili                               |                                                   |  |  |       |  |  |              |  |  |             |  |
|                                          |                                                | Tiberio Della Ciaia                         | Alessandro Della Ciaia                            |  |  |       |  |  |              |  |  |             |  |
|                                          |                                                | Tiberio Della Ciaia                         | Alessandro Della Ciaia                            |  |  |       |  |  |              |  |  |             |  |
|                                          |                                                | Tiberio Della Ciaia                         | …                                                 |  |  |       |  |  |              |  |  |             |  |
| Olimpia Della Ciaia                      |                                                | Tiberio Della Ciaia                         |                                                   |  |  |       |  |  |              |  |  |             |  |
|                                          |                                                | Ginevra Tolomei                             | …                                                 |  |  |       |  |  |              |  |  |             |  |
|                                          |                                                | Ginevra Tolomei                             | …                                                 |  |  |       |  |  |              |  |  |             |  |
|                                          |                                                | Ginevra Tolomei                             | …                                                 |  |  |       |  |  |              |  |  |             |  |
| Augusto Chigi, II principe di Campagnano |                                                | Ginevra Tolomei                             |                                                   |  |  |       |  |  |              |  |  |             |  |
|                                          | Marcantonio II Borghese, I principe di Sulmona | Giovanni Battista Borghese                  |                                                   |  |  |       |  |  |              |  |  |             |  |
|                                          | Marcantonio II Borghese, I principe di Sulmona | Giovanni Battista Borghese                  |                                                   |  |  |       |  |  |              |  |  |             |  |
|                                          | Marcantonio II Borghese, I principe di Sulmona | Virginia Lante                              |                                                   |  |  |       |  |  |              |  |  |             |  |
| Paolo Borghese                           | Marcantonio II Borghese, I principe di Sulmona |                                             |                                                   |  |  |       |  |  |              |  |  |             |  |
|                                          |                                                | Camilla Orsini                              | Virginio Orsini, II duca di Bracciano             |  |  |       |  |  |              |  |  |             |  |
|                                          |                                                | Camilla Orsini                              | Virginio Orsini, II duca di Bracciano             |  |  |       |  |  |              |  |  |             |  |
|                                          |                                                | Camilla Orsini                              | Flavia Peretti Damasceni                          |  |  |       |  |  |              |  |  |             |  |
| Maria Virginia Borghese                  |                                                | Camilla Orsini                              |                                                   |  |  |       |  |  |              |  |  |             |  |
|                                          |                                                | Giorgio Aldobrandini, I principe di Rossano | Gianfrancesco Aldobrandini, I principe di Meldola |  |  |       |  |  |              |  |  |             |  |
|                                          |                                                | Giorgio Aldobrandini, I principe di Rossano | Gianfrancesco Aldobrandini, I principe di Meldola |  |  |       |  |  |              |  |  |             |  |
|                                          |                                                | Giorgio Aldobrandini, I principe di Rossano | Olimpia Aldobrandini                              |  |  |       |  |  |              |  |  |             |  |
| Olimpia Aldobrandini                     |                                                | Giorgio Aldobrandini, I principe di Rossano |                                                   |  |  |       |  |  |              |  |  |             |  |
|                                          |                                                | Ippolita Ludovisi                           | Orazio Ludovisi, I duca di Fiano                  |  |  |       |  |  |              |  |  |             |  |
|                                          |                                                | Ippolita Ludovisi                           | Orazio Ludovisi, I duca di Fiano                  |  |  |       |  |  |              |  |  |             |  |
|                                          |                                                | Ippolita Ludovisi                           | Lavinia Albergati                                 |  |  |       |  |  |              |  |  |             |  |
|                                          |                                                | Ippolita Ludovisi                           |                                                   |  |  |       |  |  |              |  |  |             |  |